# Kim Engelbrecht
Kim Engelbrecht (* 20. Juni 1980 in Kapstadt als Kim Suzanne Engelbrecht) ist eine südafrikanische Schauspielerin.

## Karriere
Kim Engelbrecht wurde 1980 in Kapstadt geboren. Ihr Schauspieldebüt gab sie in dem italienischen Familienfilm Sarahsara im Jahr 1994. Darin spielte sie die Hauptrolle der zwölfjährigen, aus dem Sudan stammenden Sarah, die von der Insel Capri nach Neapel schwomm. Regisseur bei diesem Werk war Renzo Martinelli, der damit sein Regiedebüt gab. Engelbrecht wurde für ihre Leistung mit einer Nominierung bei den italienischen Globo d’oro in der Kategorie Beste Hauptdarstellerin gewürdigt.
Im Jahr 1998 spielte sie in der südafrikanischen Seifenoper Isidingo die Rolle der Lolly van Onselen. 2004 verkörperte sie den Charakter Nancy in dem an Oliver Twist angelehnten Spielfilm Boy Called Twist. Engelbrecht erhielt die Nebenrolle Mickey in dem Filmdrama The Flyer, welches im Jahr 2005 erschien. In der Filmkomödie Bunny Chow erhielt sie die Hauptrolle Kim. Der Film wurde im September 2006 auf dem Toronto International Film Festival vorgestellt, bevor er auf weiteren Filmfestspielen anlief. In der Fernsehserie Rugby Motors war sie 2012 als Leona zu sehen. Einen weiteren Auftritt hatte sie als Kelly in dem Actionfilm Death Race: Inferno neben Luke Goss, Ving Rhames, Danny Trejo, Tanit Phoenix und weiteren südafrikanischen Schauspielern. Der Film erschien 2012 als Direct-to-DVD-Produktion.
2017/2018 war sie in der Fernsehserie The Flash als „Marlize DeVoe / The Mechanic“ zu sehen.

## Filmografie (Auswahl)
- 1994: Sarahsara
- 1998: Isidingo (Fernsehserie)
- 2004: Boy Called Twist
- 2005: The Flyer
- 2006: Bunny Chow
- 2012: Rugby Motors (Fernsehserie)
- 2012: Death Race: Inferno (Death Race 3: Inferno)
- 2014–2015: Dominion (Fernsehserie, 20 Folgen)
- 2015: Eye in the Sky
- 2016: Tödliche Geheimnisse – Geraubte Wahrheit (Fernsehfilm)
- 2017–2018: The Flash (Fernsehserie, 16 Folgen)
- 2021: Reyka (Fernsehserie, 8 Folgen)
- 2022: Raised by Wolves (Fernsehserie, 5 Folgen)